# Panlong (socken i Kina, Guizhou)
Panlong (kinesiska: 蟠龙, 蟠龙乡) är en socken i Kina. Den ligger i provinsen Guizhou, i den sydvästra delen av landet, omkring 150 kilometer väster om provinshuvudstaden Guiyang. Antalet invånare är 32963. Befolkningen består av 15 428 kvinnor och 17 535 män. Barn under 15 år utgör 25,0 %, vuxna 15-64 år 65 %, och äldre över 65 år 8,0 %.